# Marö 5

Marö 5 är en byggnad i kvarteret Marö intill sjön Magelungen vid Nordmarksvägen 6B i Farsta strand, södra Stockholm. Huset är en stor rödfärgad trävilla som uppfördes 1908-12 för Joel Westerdal och används i dag som föreningslokal och förskola. Byggnaden är en av de få kvarvarande villorna i Södertörns villastad. 
Villan ligger i en södersluttning med utsikt över Magelungen. Det är en tvåplansbyggnad med utbyggd vindsvåning och hög stensockel. Ytan är på 375 m². Fasaden har liggande röd spåntpanel i bottenvåningen och stående röd fasspåntpanel på övervåningen samt våningsband av vit profilerad gesims och vita knutbrädor. Den välvda frontonen mot norrsidan och partiet under takfoten är klädda med vitmålad spån. Partiet runt tidigare välvda fönster i bottenvåningen mot sydsidan är klätt med röda spån. På norrsidan finns en altan på fyra kolonner. Yttertaket är ett valmat mansardtak, täckt med rött lertegel. Villan ägs av Stockholms stad och hyrs ut för föreningsverksamhet och förskola.